# Carlos Ortega (poeta)
Carlos Ortega Bayón (Valladolid, 1957) es un poeta, crítico literario, editor, ensayista y traductor. Ha sido director de la Biblioteca Nacional de Madrid y director del Instituto Cervantes de Viena. También fue director del Instituto Cervantes de Bremen.
Fue uno de los miembros fundadores de la revista literaria El signo del gorrión.

## Obra poética
- Cruciare semetipsum (1986)
- La lengua blanda (1995)